# Darlene Zschech

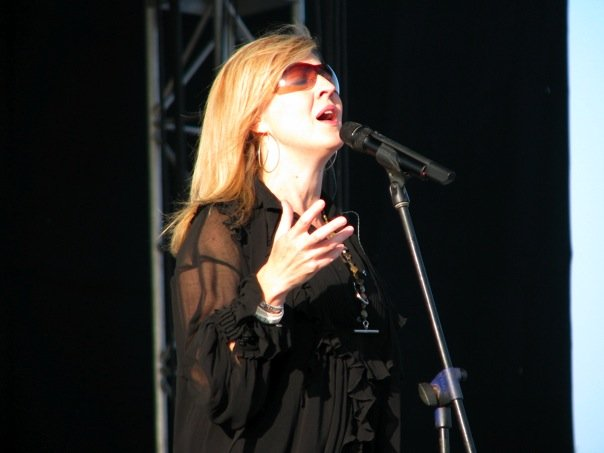
Darlene Zschech durante una gira en Bangalore, India

Darlene Joyce Zschech (Brisbane, 8 de septiembre de 1965), de soltera Darlene Joyce Steinhardt, es una cantante y compositora de música cristiana australiana. Ella es la pastora principal de la Iglesia Hope Unlimited en Nueva Gales del Sur.
Descrita como "pionera del movimiento de adoración moderno".

## Vida y carrera
Zschech comenzó en la televisión a la edad de 10 años, como parte de un espectáculo infantil australiano, Happy Go Round. Cuando tenía 13 años, sus padres se divorciaron y el estrés emocional de estar en televisión y el divorcio de sus padres provocaron que tuviera bulimia durante aproximadamente cuatro años.
En 1980, cuando Zschech tenía 15 años, su padre comenzó a llevarla a la iglesia, en donde también se convirtió en una cristiana comprometida y conoció a su futuro esposo, Mark Zschech. Cuando se casaron, su esposo les sugirió que se mudaran de Brisbane a Sídney, la decisión fue confirmada en una pequeña iglesia que visitaban un domingo cuando el orador invitado dijo en medio de su sermón: "Esto no me sucede muy a menudo, pero sea lo que sea que ustedes dos oraron anoche, Dios dice que lo hagan ahora". Comenzaron a asistir al Centro de Vida Cristiana Hills, que se convertiría en la Iglesia Hillsong.
Zschech cantó jingles para varias compañías internacionales, incluidas McDonald's, KFC y Coca-Cola, hasta que finalmente se unió al personal de la Iglesia Hillsong después de escribir la canción "Shout to the Lord". Ella lanzó un álbum de vinilo en 1987 llamado "Make the Choice" y un álbum de casete en 1993 llamado Pearls & Gold.
Zschech y su marido tienen tres hijas, Amy, Chloe y Zoe.
Shout to the Lord fue nominado como Álbum del Año por los Premios Dove de 1997 y fue nominado como Canción del Año por los Premios Dove de 1998. En 2000, Zschech recibió una nominación al Premio Dove por Compositor del Año y recibió el Premio Internacional por su influencia en alabanza y adoración.
El 11 de diciembre de 2013, a Zschech le diagnosticaron cáncer de mama. En un blog con fecha del 30 de noviembre de 2014, escribió que había sido sanada de cáncer, lo que su médico calificó como "bastante milagroso".

### Iglesia Hillsong
Zschech fue la pastora de alabanza de la Iglesia Hillsong de 1996 a 2007, tiempo durante el cual se desempeñó como productora, productora vocal o productora ejecutivo de más de 20 álbumes bajo el sello Hillsong Music y escribió más de 80 canciones de adoración publicadas. Bajo el liderazgo de Zschech, el álbum People Just Like Us (1994) fue el primer álbum cristiano en Australia en irse al oro y el primero en irse a Platinum y el álbum For All You've Done (2004) debutó en #1 en la Asociación de Industria Récord australiana gráficos del álbum.
Zschech renunció como pastora de adoración en 2007, pero continuó escribiendo canciones para Hillsong y siguió sirviendo como líder de alabanza en sus álbumes en vivo. Reuben Morgan fue nombrado pastor de alabanza en la Iglesia Hillsong en 2008.

### Iglesia Hope Unlimited
En enero de 2011, Zschech y su esposo, Mark, se convirtieron en pastores principales en Church Unlimited (Iglesia Ilimitada), más tarde renombrada como Hope Unlimited Church (Iglesia de la Esperanza ilimitada), en Charmhaven en la Costa Central de Australia.

## Discografía
| Year | Featured on                                                                                        | Notes |
| ---- | -------------------------------------------------------------------------------------------------- | --- |
| 1987 | Make the Choice (Darlene Zschech)                                                                  | lanzamiento del primer álbum de estudio en solitario |
| 1988 | Spirit and Truth (Hillsong Music International)                                                    | primer álbum lanzado por by Hillsong |
| 1990 | Show Your Glory (Hillsong Music Australia)                                                         | |
| 1992 | The Power of Your Love (Hillsong Music Australia)                                                  | primer álbum en vivo lanzado por Hillsong |
| 1993 | Stone's Been Rolled Away (Hillsong Music Australia)                                                | escribió "Your Name" |
| 1993 | Pearls & Gold (Darlene Zschech)                                                                    | |
| 1994 | People Just Like Us (Hillsong Music Australia)                                                     | primera grabación de "Shout to the Lord" |
| 1994 | The song "Shout to the Lord" from Jump to the Jam (Youth Alive / Hillsong Music Australia)         | |
| 1995 | "Friends in High Places (Hillsong Music Australia)                                                 | escribió "Praise His Holy Name", "Rock of Ages" with Geoff Bullock, y "Lord I Give Myself" |
| 1996 | God is in the House (Hillsong Music Australia)                                                     | primer álbum de Hillsong Live como Worship Pastor; escribió "God Is in the House" con Russell Fragar, "And That My Soul Knows Very Well" con Fragar, "Let the Peace of God Reign", "Walking in the Light", y "I Will Run To You"                                                                                            |
| 1996 | Simply Worship (Hillsong Music Australia)                                                          | |
| 1996 | The song "And That My Soul Knows Very Well" on Chosen One (Youth Alive / Hillsong Music Australia) | |
| 1996 | Shout to the Lord (Integrity Music)                                                                | primer álbum de Integrity que presenta a una destacada líder de adoración femenina, Darlene Zschech |
| 1997 | All Things Are Possible (Hillsong Music Australia)                                                 | escribió "All Things Are Possible", "I Live to Know You", "I Know It", y "Glory to the King" |
| 1997 | Simply Worship 2 (Hillsong Music Australia)                                                        | |
| 1997 | Hills Praise (Hillsong Music Australia and Integrity Music)                                        | |
| 1997 | I Believe the Promise (London Christian Media Centre)                                              | |
| 1998 | Touching Heaven, Changing Earth(Hillsong Music Australia)                                          | escribió las canciones "That's What We Came Here For" with Fragar, "I Will Bless You Lord", "Jesus You're All I Need", y "The Potter's Hand" |
| 1998 | Simply Worship 3 (Hillsong Music Australia)                                                        | |
| 1998 | Shout to the Lord 2000 (Integrity Music)                                                           | |
| 1999 | By Your Side (Hillsong Music Australia)                                                            | escribió "Sing of Your Great Love" and "Free to Dance"; Álbum recibió una nominación para el 2001 Dove Awards 'Praise & Worship Album of the Year' en los Gospel Music Awards |
| 2000 | For This Cause (Hillsong Music Australia)                                                          | escribió "Here to Eternity" con David Moyse y "It Is You" |
| 2000 | The Power of Your Love Symphony (Sony Music)                                                       | |
| 2000 | Overwhelmed (Hillsong Music Australia)                                                             | escribió "Overwhelmed", "Jesus, Our Lord Jesus", y "The Lord is Good" with Reuben Morgan |
| 2000 | You Shine (Hillsong Music Australia)                                                               | |
| 2000 | "The Platinum Collection Volume 1: Shout to the Lord" (Hillsong Music Australia)                   | originalmente publicado como "Millennium: The Story So Far"; una compilación de canciones grabadas previamente por el equipo de Hillsong |
| 2001 | "You Are My World" (Hillsong Music Australia)                                                      | escribió "Irresistible", "Glorious", "To You", y "Worthy Is the Lamb"; Álbum recibió una nominación para el 2002 Dove Awards 'Praise & Worship Album of the Year' en los Gospel Music Awards |
| 2001 | "Christmas" (Hillsong Music Australia)                                                             | escribió "Perfect Love" con Russell Fragar and "Hallelujah" |
| 2002 | "Blessed" (Hillsong Music Australia)                                                               | escribió "Blessed" con Reuben Morgan; El álbum recibió una nominación para el álbum del año de alabanza y adoración de los Premios Dove 2003 en los Gospel Music Awards |
| 2002 | Extravagant Worship: The Songs of Darlene Zschech (Hillsong Music Australia)                       | una compilación de canciones grabadas previamente; las pistas que fueron escritas por Zschech pero previamente grabadas por un vocalista diferente fueron regrabadas con Zschech como la voz principal |
| 2002 | Extravagant Worship: The Songs of Reuben Morgan (Hillsong Music Australia)                         | |
| 2003 | Hope (Hillsong Music Australia)                                                                    | escribió "My Hope", "Call", y "You Are"; la canción "My Hope" fue nominada para la 'Canción de inspiración del año' de Dove Awards en los Gospel Music Awards |
| 2003 | Kiss of Heaven (Darlene Zschech)                                                                   | |
| 2003 | Amazing Love (Hillsong Music Australia)                                                            | |
| 2003 | The Platinum Collection Volume 2: Shout to the Lord 2 (Hillsong Music Australia)                   | una compilación de canciones grabadas previamente por el equipo Hillsong, más una versión grabada en estudio de la canción de Zschech "My Hope" |
| 2004 | For All You've Done (Hillsong Music Australia)                                                     | escribió "You Are Worthy" y "Glorify Your Name" con David Holmes |
| 2004 | Faithful (Hillsong Music Australia)                                                                | escribió "Mercy Endures" |
| 2004 | UP: Unified Praise (Hillsong Music Australia)                                                      | Zschech y el equipo Hillsong se unen con Delirious? |
| 2005 | God He Reigns (Hillsong Music Australia)                                                           | escribió "Saviour" y "Know You More" |
| 2005 | Celebrating Christmas (Hillsong Music Australia)                                                   | |
| 2005 | Ultimate Worship (Hillsong Music Australia)                                                        | |
| 2005 | Change Your World (Darlene Zschech)                                                                | |
| 2006 | "Mighty to Save (Hillsong Music Australia)                                                         | escribió "More to See" con Mia Fieldes, Deborah Ezzy (hermana de Zschech), Donia Makadonez & Nigel Hendroff, "I Believe", y "At the Cross" con Reuben Morgan; la canción "Mighty to Save" escrita por Ben Fielding y Reuben Morgan recibió la Canción del Año del Culto de los Premios Dove 2009 en los Gospel Music Awards |
| 2006 | Songs for Communion (Hillsong Music Australia)                                                     | escribió "The Only Name", "Saviour" (que fue grabado previamente en vivo en el álbum God He Reigns), "Oh the Blood", y "Worthy is the Lamb" (que fue grabado previamente en vivo en You Are My World y Unified Praise) |
| 2006 | Supernatural (Hillsong Kids/Hillsong Music Australia)                                              | escribió "I Will Sing" con Gio Galanti y sus hijas Chloe Zschech y Zoe Zschech |
| 2007 | Saviour King (Hillsong Music Australia)                                                            | escribió "One Thing" con Marty Sampson |
| 2007 | Lord of All (Hillsong Music Australia)                                                             | |
| 2008 | This Is Our God (Hillsong Music Australia)                                                         | escribió "High and Lifted Up" con Mike Guglielmucci |
| 2008 | Ultimate Collection Volume II (Hillsong Music Australia)                                           | una compilación de canciones publicadas previamente |
| 2009 | Songs 4 Worship 50                                                                                 | aparece en las canciones "Shout to the Lord" y "My Redeemer Lives" |
| 2009 | Faith + Hope + Love (Hillsong Music Australia)                                                     | escribió "His Glory Appears" con Marty Sampson |
| 2010 | A Beautiful Exchange (Hillsong Music Australia)                                                    | escribió "Believe" con Reuben Morgan |
| 2010 | The Very Best of Graham Kendrick: Knowing You Jesus (Graham Kendrick)                              | aparece en las canciones "There is a Hope So Sure" y "Until the Day" |
| 2010 | Con Todo (Hillsong Music Australia)                                                                | Zschech canta en español; el álbum ganó el premio al Álbum del Año en idioma español en la 42ª entrega de los premios GMA Dove |
| 2010 | One Voice                                                                                          | presentada en la canción "Awesome Wonder" |
| 2011 | God is Able (Hillsong Music Australia)                                                             | escribió "Cry of the Broken" |
| 2011 | Simply Darlene (Darlene Zschech)                                                                   | |
| 2011 | You Are Love (Darlene Zschech)                                                                     | |
| 2011 | Songs 4 Worship Ultimate                                                                           | aparece en la canción "Cara a cara", que ella escribió |
| 2011 | The song "Lo Grande Que Eres Dios" en el álbum En Mi Lugar (Hillsong Music Australia)              | Zschech canta en español |
| 2011 | The song "Emmanuel" en el álbum Born is the King (Hillsong Music Australia)                        | |
| 2011 | Music Inspired by The Story                                                                        | presentado a dúo con Michael W. Smith en la canción "The Great Day (Second Coming)" |
| 2012 | "Es Tu Amor" en el álbum Global Project Español (Hillsong Music Australia)                         | Zschech canta en español |
| 2012 | 25 Songs That Changed the Way We Worship                                                           | presentada en la canción "Shout to the Lord" |
| 2012 | Hope                                                                                               | presentada en la canción "My Hope" |
| 2012 | The song "Emmanuel" en el álbum We Have a Saviour (Hillsong Music Australia)                       | |
| 2013 | The Rescue (Sidney Mohede)                                                                         | presentada en la canción "It is Done" |
| 2013 | Revealing Jesus (Darlene Zschech)                                                                  | El primer álbum en solitario oficial en vivo de Zschech |
| 2013 | Worship Duets (Graham Kendrick)                                                                    | Aparece en "That Name" |
| 2013 | Just As I Am (A Legacy of Hymns and Worship)                                                       | Aparece en "My Jesus I Love Thee (I Love You Jesus)" |
| 2013 | In Christ Alone: 25 of Today's Most Powerful Modern Hymns                                          | Aparece en "Your Name/Cry of the Broken" |
| 2013 | My Hope: Songs Inspired by the Message and Mission of Billy Graham                                 | Aparece en "The Cross of Christ", la cual escribió |
| 2014 | Only King Forever (Elevation Worship)                                                              | Aparece en "The Love of Jesus" |
| 2014 | Heaven is For Real: Songs Inspired by the Film and Best-Selling Book                               | compuesto y presentada como vocal principal en la canción "Heaven in Me" |
| 2015 | In Jesus' Name: A Legacy of Worship & Faith                                                        | una compilación de canciones grabadas previamente |
| 2017 | Here I Am Send Me (Darlene Zschech)                                                                | álbum en vivo |